# L'home del laberint
L'home del laberint (originalment en italià, L'uomo del labirinto) és una pel·lícula de thriller italiana del 2019 dirigida per Donato Carrisi. La pel·lícula és protagonitzada per Toni Servillo, Valentina Bellè, Vinicio Marchioni i Dustin Hoffman. Es va estrenar l'octubre de 2019. S'ha doblat al valencià per À Punt, que va emetre-la el 28 d'octubre de 2022; anteriorment s'havia subtitulat al català central.
El rodatge principal va tenir lloc a Roma.

## Repartiment
- Dustin Hoffman com el doctor Green
- Toni Servillo com a Bruno Genko
- Valentina Bellè com a Samantha Andretti
- Vinicio Marchioni com a Simon Berish
- Katsiaryna Shulha com a Linda
- Riccardo Cicogna com a Paul MacInsky
- Luis Gnecco com a Mordecai Lumann